# 拱北街道
拱北街道，通稱拱北（汉语拼音：Gǒngběi），又称對面山、喇叭島、拉伯島是中国广东省珠海市香洲区下辖的一个街道，位于香洲区的东南部，与澳门相邻。区域面积10平方公里，常住人口近10万人。曾被中国政府授予“中国街道之星”荣誉称号。

## 行政区划

拱北迎宾南路

拱北街道下辖以下社区：
将军山社区、关闸社区、昌盛社区、侨光社区、迎宾社区、联安社区、北岭社区、岭南社区、婆石社区、华平社区、茂盛社区、夏湾社区、港昌社区、粤华社区、春泽社区、桂花社区和昌平社区。

## 教育
中学
- 拱北中学
- 夏湾中学

小学
- 拱北小学
- 九洲小学
- 侨光小学
- 夏湾小学
- 北岭小学

## 交通

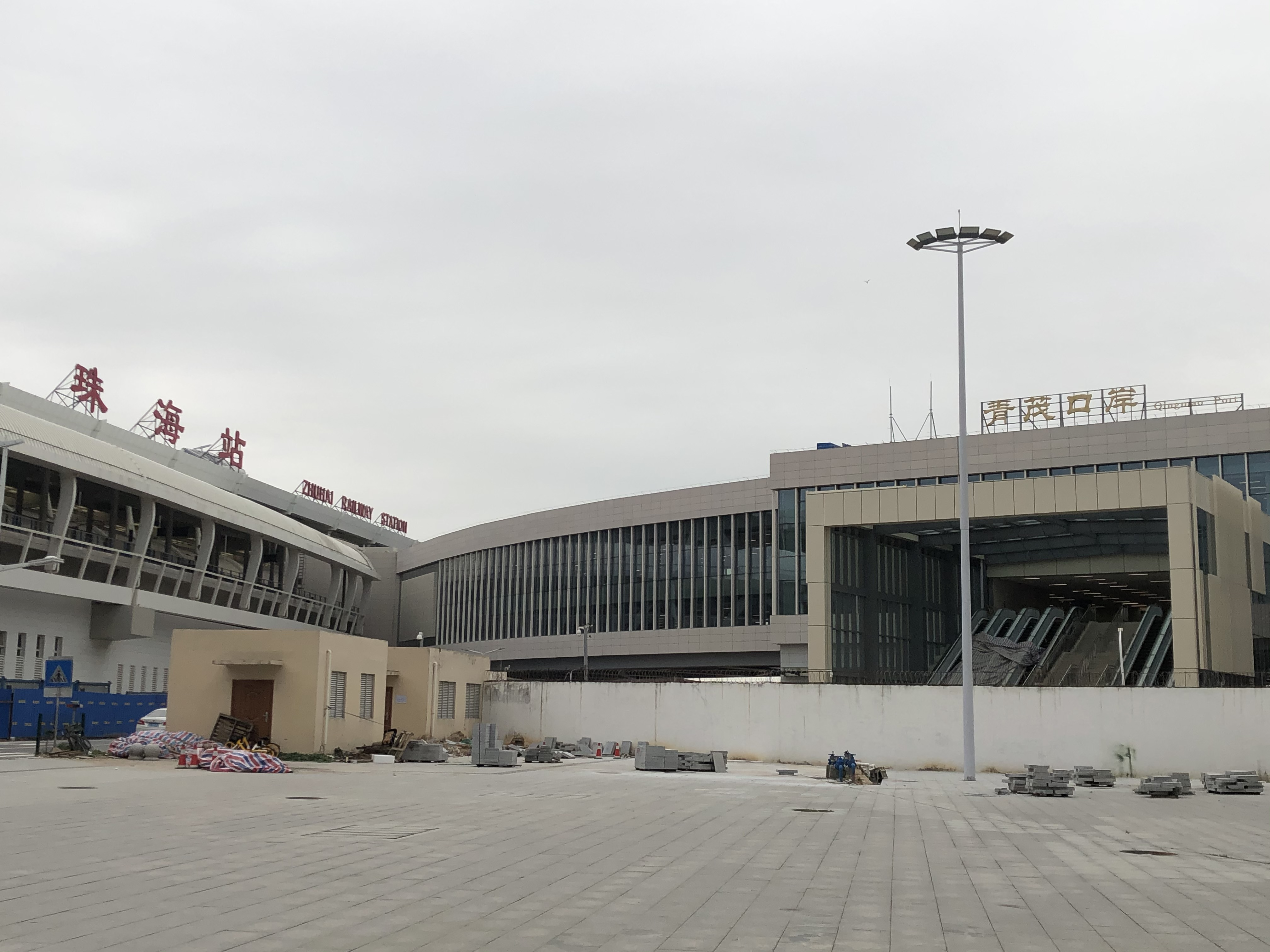
青茂口岸與珠海站

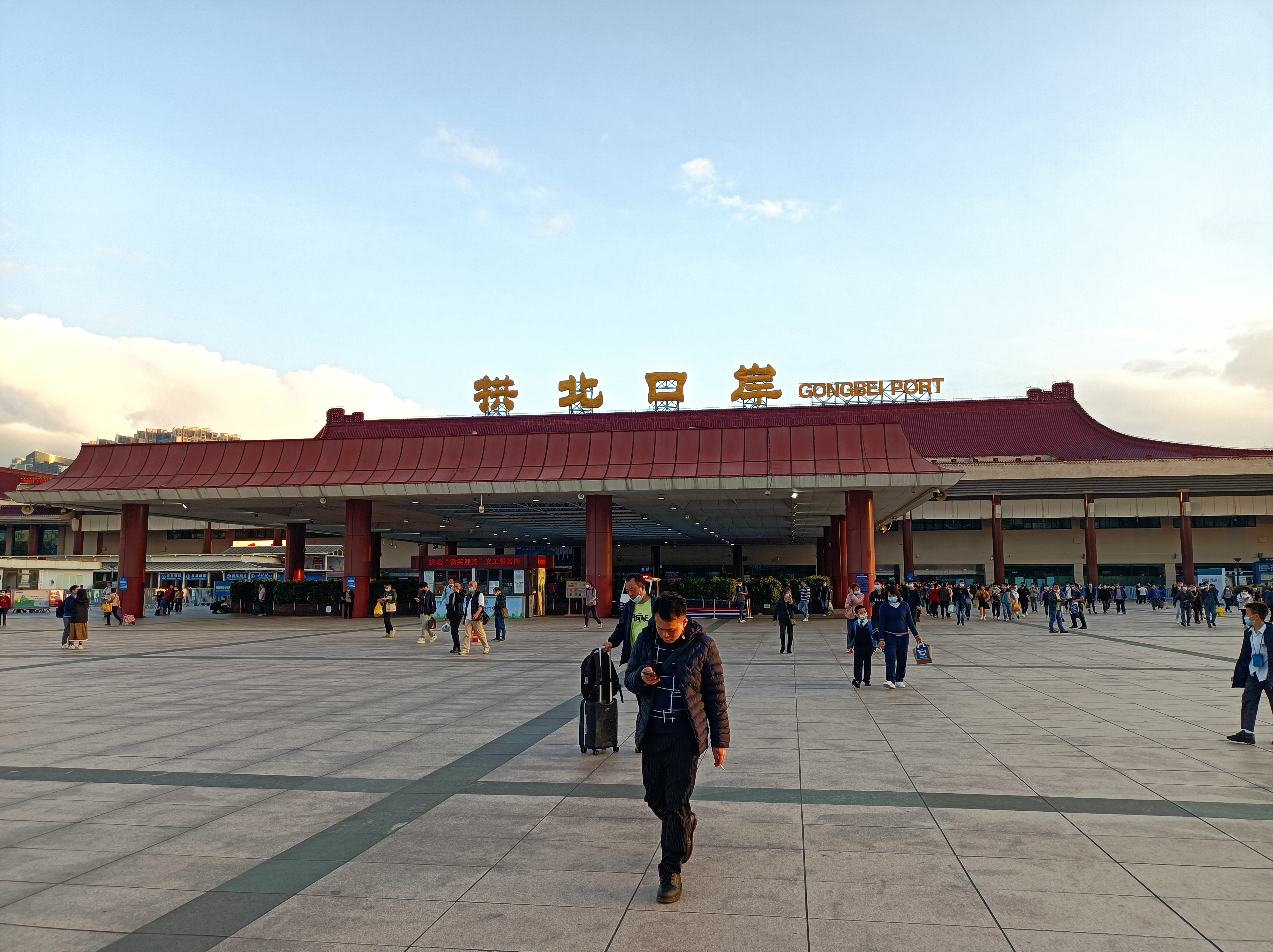
拱北口岸

### 鐵路
- 廣珠城際鐵路、珠機城際鐵路：珠海站

### 公路
- 珠三角環線高速
- 港珠澳大橋

### 口岸

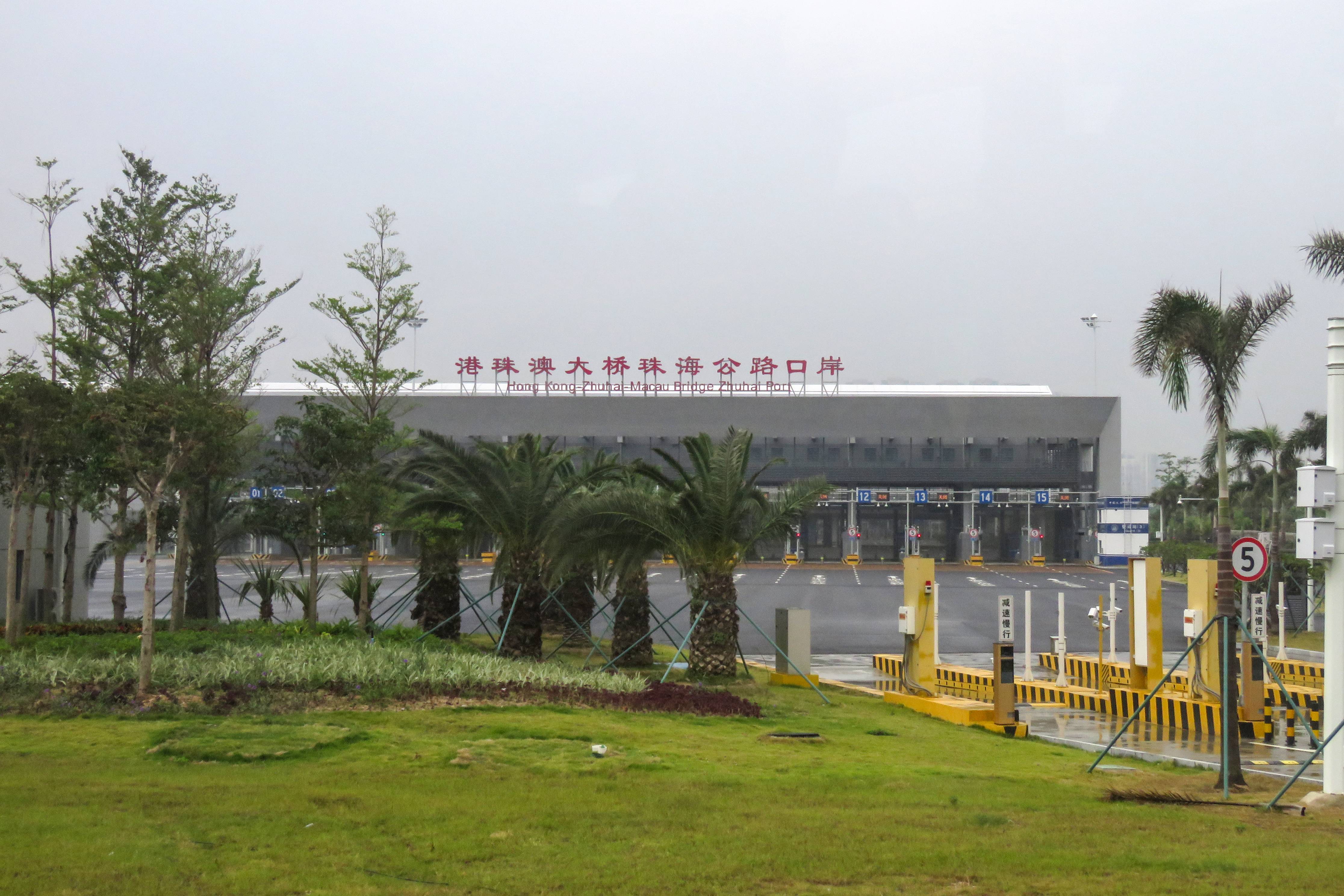
港珠澳大橋珠澳公路口岸

- 港珠澳大橋珠澳公路口岸港珠澳大橋珠澳口岸
- 拱北口岸
- 青茂口岸